# Dinastia argéada
A Dinastia Argéada (em Grego: Ἀργεάδαι, Argeádai) era uma antiga casa real Grega Macedónia. Eles foram os fundadores e a dinastia governante da Macedônia de cerca de 700 a 310 AC. A sua tradição, como descrita na historiografia grega antiga, traçou suas origens para Argos, no Peloponeso, daí o nome Argeads ou Argives. Inicialmente os governantes da tribo homônima, na época de Filipe II, expandiram seu reinado ainda mais, para incluir sob o domínio da Macedônia todos os estados da Alta Macedônia. Os membros mais célebres da família foram Filipe II da Macedónia e Alexandre, o Grande, sob cuja liderança o reino da Macedônia gradualmente ganhou predominância em toda a Grécia, derrotou o Império Aquemênida e expandiu-se até ao Egito e á Índia. O mítico fundador da dinastia Argéada é o Rei Caranus.

## Origem

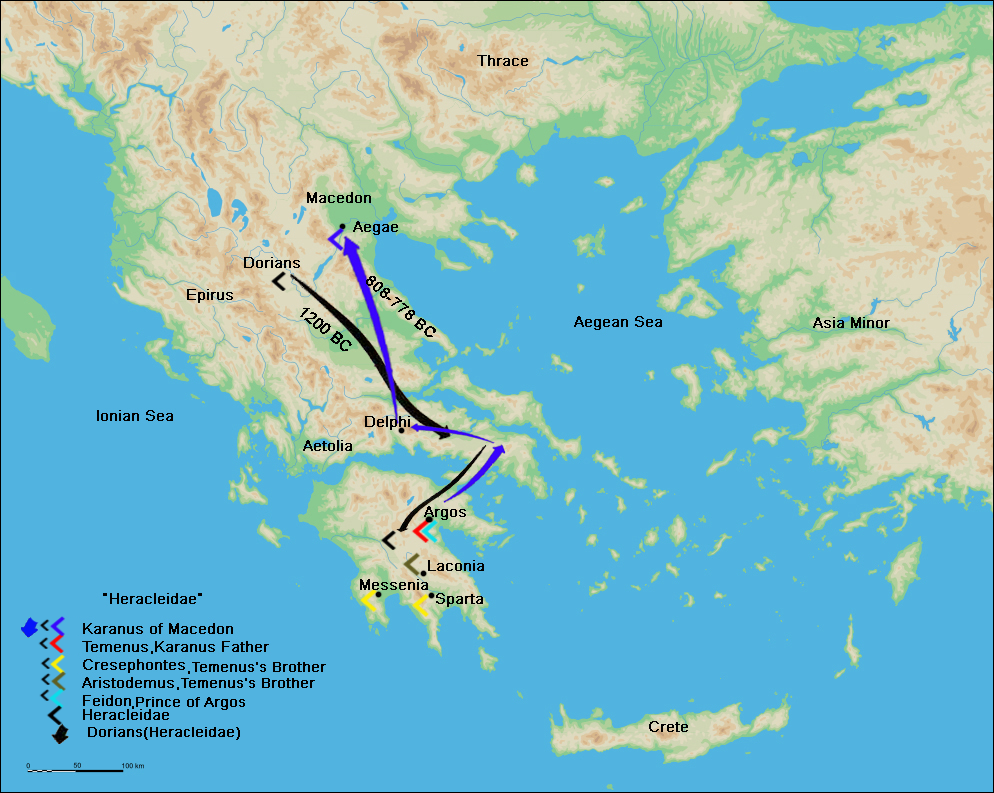
A rota dos Argéadas de Argos, Peloponeso, para a Macedônia de acordo com Heródoto.

As palavras "Argead" e "Argive" derivam (do Latim Argīvus) do Grego Ἀργεῖος (Argeios), "de ou de Argos", que é primeiro atestado em Homero, onde também foi usado como um designação coletiva para os gregos ("Ἀργείων Δαναῶν", Argive Danaans). A dinastia Argéada alegou descender dos Temenids de Argos, no Peloponeso, cujo lendário ancestral era Temenus, o trineto de Héracles. Nas escavações do palácio real em Aegae Manolis Andronikos descobriu na sala "tholos" (de acordo com alguns estudiosos "tholos" era a sala do trono) uma inscrição relativa a essa crença. Isto é testemunhado por Heródoto, em as Histórias, onde ele menciona que três irmãos da linhagem de Temenus, Gauanes, Aéropo e Pérdicas, fugiram de Argos para os Ilírios e então para a Alta Macedônia, para uma cidade chamada Lebaea, onde serviram o rei. Este último pediu-lhes para deixar o seu território, acreditando em um presságio de que algo grande aconteceria com Pérdicas. Os meninos foram para outra parte da Macedônia, perto do jardim de Midas, acima do qual fica o monte Bermio. Lá eles fizeram a sua casa e lentamente formaram o seu próprio reino. Heródoto também relata o incidente da participação de Alexandre I da Macedônia nos Jogos Olímpicos em 504 ou 500 AC, onde a participação do rei da Macedônia foi contestada pelos participantes, alegando que ele não era grego. O Hellanodikai, no entanto, depois de examinar a sua alegação Argéada, confirmou que os Macedônios eram Gregos e permitiu que ele participasse.
Outra teoria, apoiada por estudiosos modernos, como Apiano na antiguidade, é que a dinastia Argéada realmente descendia de Argos Orestikon, Macedônia, e que a teoria da vinda de Argos no Peloponeso, foi inventada pelos Reis da Macedônia fortalecer a sua linhagem grega.
De acordo com Tucídides, na História da Guerra do Peloponeso, os Argéadas eram originalmente Temenídeos de Argos, que desceram das terras altas para a Baixa Macedônia, expulsaram os Pierianos de Pieria e adquiriram em Peônia uma estreita faixa ao longo do rio Áxio, que se estendia até Pela e AO mar. Eles também acrescentaram Migdônia ao seu território através da expulsão dos Edonos, dos Eordeus e dos Almópios.

## Lista de reis argéadas
| Rei                 | Reino (AC) | Comentários |
| ------------------- | ---------- | --- |
| Carano              | 808–778 AC | Fundador da dinastia Argéada e primeiro Rei da Macedônia |
| Ceno                | 778–750 AC | |
| Tirimas             | 750–700 AC | |
| Pérdicas I          | 700–678 AC | |
| Argeu I             | 678–640 AC | |
| Felipe I            | 640–602 AC | |
| Aéropo I            | 602–576 AC | |
| Alcetas I           | 576–547 AC | |
| Amintas I           | 547–498 AC | |
| Alexandre I         | 498–454 AC | |
| Pérdicas II         | 454–413 AC | |
| Arquelau I          | 413–399 AC | |
| Orestes e Aéropo II | 399–396 AC | |
| Arquelau II         | 396–393 AC | |
| Amintas II          | 393 AC     | |
| Pausânias           | 393 AC     | |
| Amintas III         | 393 AC     | |
| Argeu II            | 393–392 AC | |
| Amintas III         | 392–370 AC | Restaurado ao trono depois de um ano |
| Alexandre II        | 370–368 AC | |
| Ptolomeu I          | 368–365 AC | |
| Pérdicas III        | 365–359 AC | |
| Amintas IV          | 359 AC     | |
| Filipe II           | 359–336 AC | Unificador da Grécia sob o domínio da Macedônia |
| Alexandre III       | 336–323 AC | Alexandre, o Grande. O mais notável Rei da Grécia antiga e um dos mais celebrados estrategistas e governantes de todos os tempos. Alexandre no topo do seu reinado foi simultaneamente Rei da Macedônia, Faraó do Egito, Rei da Pérsia e Rei da Ásia |
| Antípatro           | 334–323 AC | Regente da Macedônia durante o reinado de Alexandre III |
| Felipe III Arrideu  | 323–317 AC | Apenas rei titular após a morte de Alexandre III |
| Alexandre IV        | 323–310 AC | Filho de Alexandre, o Grande e Roxana. Serviu apenas como um rei titular e foi assassinado em tenra idade antes de ter a chance de subir ao trono da Macedônia                                                                                       |

## Genealogia dos argéadas
```
                         
Pérdicas I

                        (700–
678 a.C.
)
                             |
                         
Argeu I

                        (678–
640 a.C.
)
                             |
                        
Felipe I

                        (640-
602 a.C.
)
                             |
                        
Aéropo I

                        (602–
576 a.C.
)
                             |
                        
Alcetas I

                        (576–
547 a.C.
)
                             |
                        
Amintas I

                        (547–
498 a.C.
)
                             |
                        
Alexandre I

                        (498–
454 a.C.
)
                             |
      ———————————————————————————————————————
     |                                       |

Pérdicas II
                       
Felipe I

(454-
413 a.C.
)                           (? - 
430 a.C.
)
     |

Arquelau I

(413-
399 a.C.
)
     |
Período de anarquia após o assassinato de Arquelau
     |

Amintas III
 - Eurídice a 
Lincéstida

(392-
370 a.C.
)
          |
    —————————————————————————————————————————————————————————————————————————————
   |                            |                                                |
 
Alexandre II

(370-
368 a.C.
)             
Pérdicas III
                                       
Felipe II

                                                                            (359–
336 a.C.
)
                          (365-
359 a.C.
)
```